# Schüttorf
Schüttorf (pronunciación en alemán: /ˈʃʏtɔʁf/ⓘ) es un municipio situado en el distrito de Condado de Bentheim, en el estado federado de Baja Sajonia (Alemania), a una altitud de 33 metros. Su población a finales de 2016 era de unos 12 600 habitantes y su densidad poblacional, 650 hab/km².
Se encuentra ubicado a poca distancia al este de Países Bajos y al norte del estado de Renania del Norte-Westfalia.

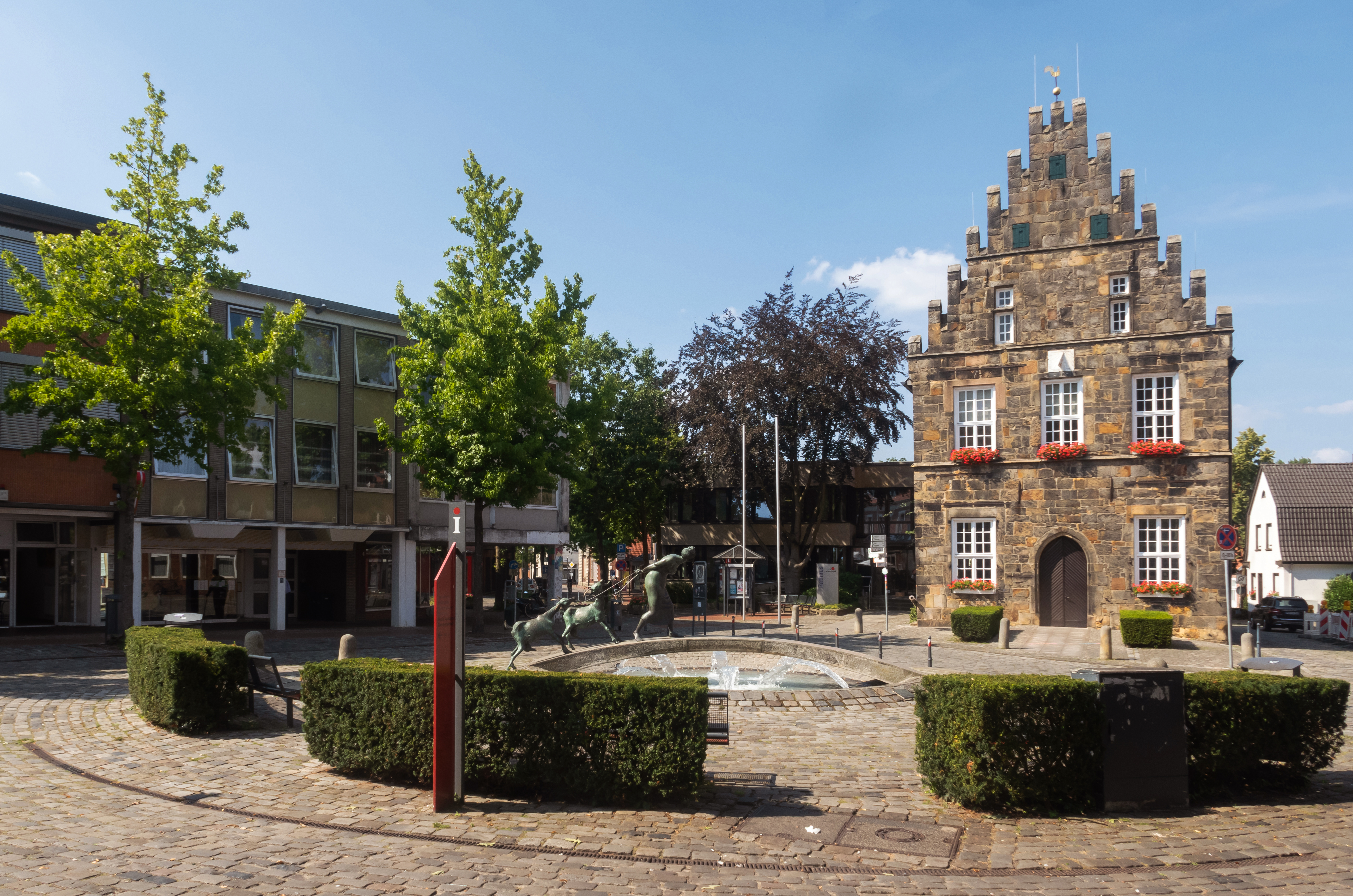
La plaza cerca el ayuntamiento de Schüttorf
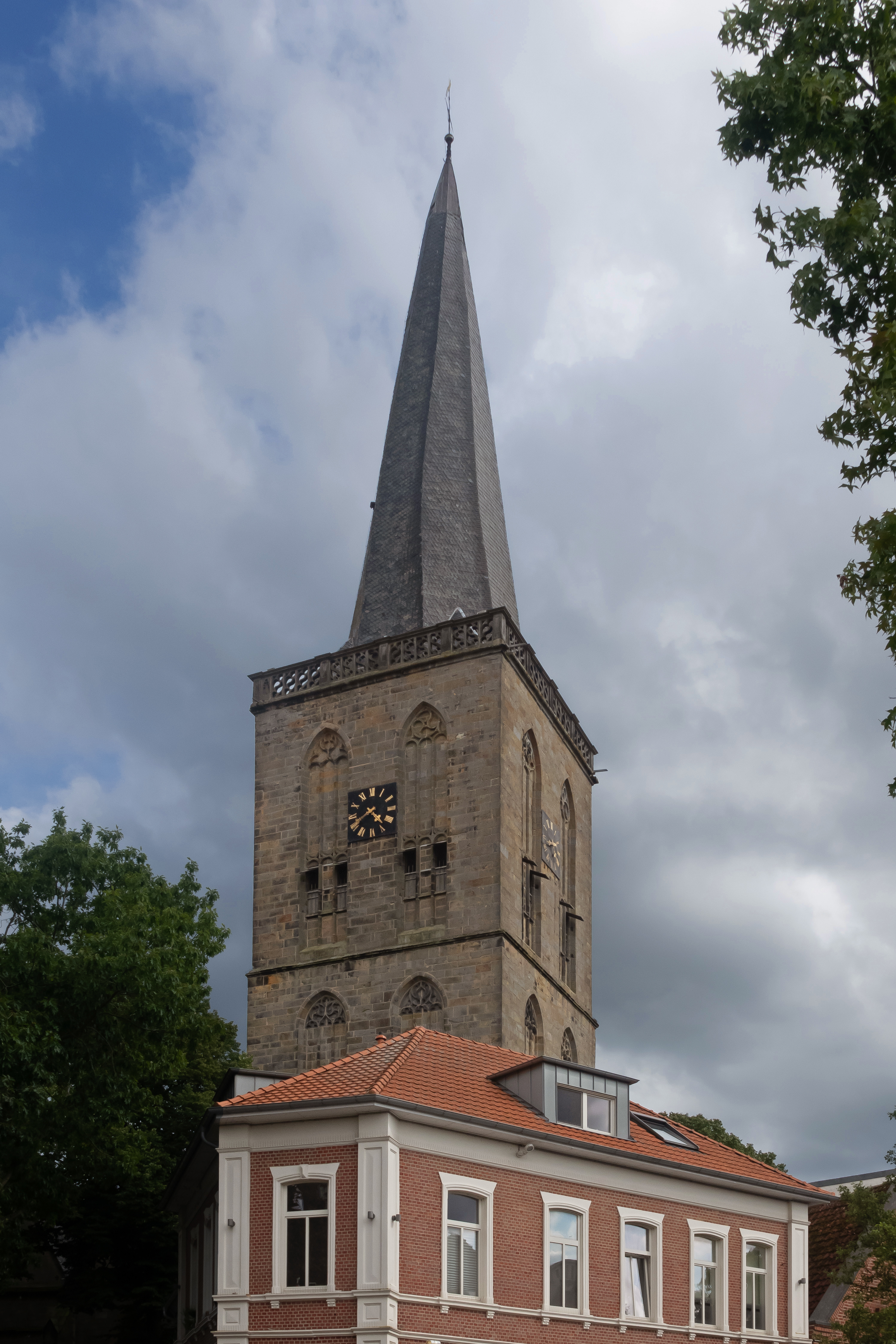
El torre de la iglesia protestante en Schüttorf